# 愛のハーモニー (アグネス・チャンの曲)
「愛のハーモニー」（あいのハーモニー）は、1984年11月25日に発売されたアグネス・チャンの30枚目のシングル。

## 解説
「愛のハーモニー」は、加藤和彦が1976年に発表した「シンガプーラ」に、この曲の作詞者である安井かずみが新たに歌詞を書き下ろしたもの。1985年リリースのアルバム『愛が見つかりそう -CITY ROMANCE-』に収録された。また、この曲はフジテレビ系「なるほど!ザ・ワールド」のエンディング・テーマに使われたほか、「スノー・フレイクス」はサントリー缶ビールCMソングに使用された。
ジャケット撮影は篠山紀信が手掛けている。

## 収録曲
1. 愛のハーモニー - (3:46)[1]
作詞：安井かずみ／作曲：加藤和彦／編曲：奥慶一
2. スノー・フレイクス - (4:03)[1]
作詞：売野雅勇／作曲・編曲：大村雅朗

## リリース日一覧
| 地域 | 発売日         | リリース     | 規格               | 品番       |
| ---- | -------------- | ------------ | ------------------ | ---------- |
| 日本 | 1984年11月25日 | JAPAN RECORD | 7"シングルレコード | 7JAS-21    |
| 日本 | 2017年4月19日  | MusicGrid    | MEG-CD             | MSCL-13132 |